# Síndrome del cabeceo
El síndrome del cabeceo, síndrome de "asentir con la cabeza" o enfermedad del cabeceo es una enfermedad Infantil reciente y poco conocida que emergió en Sudán en la década de 1960. Es fatal, provoca una discapacidad física y mental que solo afecta a niños, normalmente de entre 5 y 15 años. En la actualidad está restringida a pequeñas regiones de Sudán del Sur, Tanzania y Uganda. Antes de darse a conocer a partir de los brotes en el sur de Sudán, la enfermedad fue descrita por primera vez en 1962 de casos encontrados en regiones montañosas aisladas de Tanzania, aunque la conexión entre esta enfermedad y el síndrome del cabeceo ha sido posterior. Actualmente se desconoce las causas de la enfermedad, pero se cree que puede estar conectada a infecciones por gusanos nematodos parásitos de la especie Onchocerca volvulus.

## Síntomas
Los síntomas son muy peculiares. Cuando un niño es afectado sufre un retraso completo y permanente en el crecimiento, incluido el cerebro, llevando a un retraso mental. Causa un cabeceo patológico, con ataques que con frecuencia comienzan cuando la víctima comienza a ingerir alimentos o, a veces, cuando siente frío. Estas convulsiones son breves y se detienen cuando el niño deja de comer o vuelve a estar caliente. Estas convulsiones pueden manifestarse con un amplio grado de severidad. Ataques severos pueden provocar que el niño pierda el conocimiento, dando lugar a una lesión mayor. Las convulsiones han sido identificadas mediante exploraciones por electroencefalogramas e IRM, mostrando atrofia cerebral con daños en el hipocampo y células gliales.
El cabeceo no se produce cuando al paciente se le ofrecen alimentos desconocidos, como una chocolatina.

## Diagnóstico y tratamiento
El diagnóstico no está muy avanzado y se basa en las reveladoras convulsiones de asentimiento con la cabeza de las víctimas. El retraso en el crecimiento y el retraso mental, junto con los ataques, dan pistas de que la enfermedad está presente. Se pueden utilizar exploraciones neurológicas en un intento de diagnosticar los síntomas de la enfermedad en el futuro. Como no existe una cura conocida para la enfermedad, el tratamiento de los síntomas incluye el uso de anticonvulsivos como el valproato de sodio y el fenobarbital. También han sido administrados medicamentos contra la malaria, con efectos desconocidos.

## Pronóstico
El síndrome de "asentir con la cabeza" se cree que es una enfermedad muy debilitante física y mentalmente. En 2004, el neurotoxicólogo Peter Spencer declaró: "se trata, según todos los informes, de un trastorno progresivo y fatal, tal vez con una duración de unos tres años o más" Mientras se dice que algunos niños se han recuperado de ella, muchos han muerto por la enfermedad. Las crisis, como se mencionó anteriormente, también podrían hacer que los niños se desmayasen pudiendo lesionarse o morir, como por ejemplo al caer en un fuego abierto.

## Posibles causas
Actualmente se desconoce las causas de la enfermedad, pero se cree que puede estar conectada a infecciones por gusanos parásitos de la especie Onchocerca volvulus, el cual prevalece en todas las áreas afectadas. O. volvulus, un nemátodo, usa como portador la mosca negra y causa la “ceguera del río”. En 2004, la mayoría de los niños que sufren del síndrome vivían cerca del río Yei, una zona donde la ceguera del río es muy común, y 93% de los que sufren el síndrome son portadores del parásito; un porcentaje mucho mayor que el encontrado en los niños sin el síndrome. Un vínculo entre la ceguera del río y los casos normales de epilepsia, así como del retraso en el desarrollo, fue propuesto alguna vez, pero la evidencia no permitió obtener ninguna conclusión al respecto. Sobre la conexión entre el gusano y el síndrome, Scott Dowell, el líder investigador del síndrome para el Centro de Control y Prevención de Enfermeddes (CDC) declaró:
“Sabemos que [Onchocerca volvulus] está involucrado en alguna forma, pero no conocemos el mecanismo exacto porque [el gusano] también es bastante común en áreas no afectadas por el síndrome del cabeceo”. Andrea Winkler, el primer autor del estudio tanzano del 2008, dijo acerca de la conexión: “No tenemos ninguna prueba de que Onchocerca volvulus está realmente entrando al cerebro, pero no podemos excluir la posibilidad de que actúe algún mecanismo autoinmune”.